# Владимирская епархия ПЦУ
Владимирская епархия Православной церкви Украины (укр. Володимирська єпархія Православної Церкви України) — епархия Православной церкви Украины в административных границах Волынской области.

## История
Епархия была учреждена решением Священного Синода УПЦ КП, который состоялся в Киеве 22-23 января 2017 года. Синод определил, что в состав Волынской епархии входят такие районы Волынской области: Владимир-Волынский, Иваничевский, Гороховский, Шацкий, Турийский.
Управляющему Владимир-Волынской епархией Синод назначил титул «Владимир-Волынский и Турийский». Тогда же правящим архиереем был выбран Матфей (Шевчук).
2 февраля 2023 года название епархии было изменено на «Владимирский и Нововолынский».

## Управляющие епархией
- Матфей (Шевчук) (с 23 января 2017)